# Nagata Micuru
Nagata Micuru (Sizuoka, 1983. április 6. –) japán válogatott labdarúgó.
A japán válogatott tagjaként részt vett a 2011-es Ázsia-kupán.

## Statisztika
| Japán válogatott | Japán válogatott | Japán válogatott |
| Időszak          | Mérk.            | gól              |
| ---------------- | ---------------- | ---------------- |
| 2010             | 1                | 0                |
| 2011             | 1                | 0                |
| Összesen         | 2                | 0                |